# Adrienne Barbeau
Adrienne Jo Barbeau (ur. 11 czerwca 1945 r. w Sacramento, Kalifornia) – amerykańska aktorka. Żona dramaturga Billy’ego Van Zandta, z którym wzięła ślub w 1992 roku. Była partnerka reżysera Johna Carpentera (1979–1984).

## Filmografia
- 1980: Mgła jako Stevie Wayne
- 1981: Ucieczka z Nowego Jorku jako Maggie
- 1986: Powrót do szkoły jako Vanessa Melon
- 1989: Kobiety – Piranie jako dr Kurtz